# Museu Nogueira da Silva

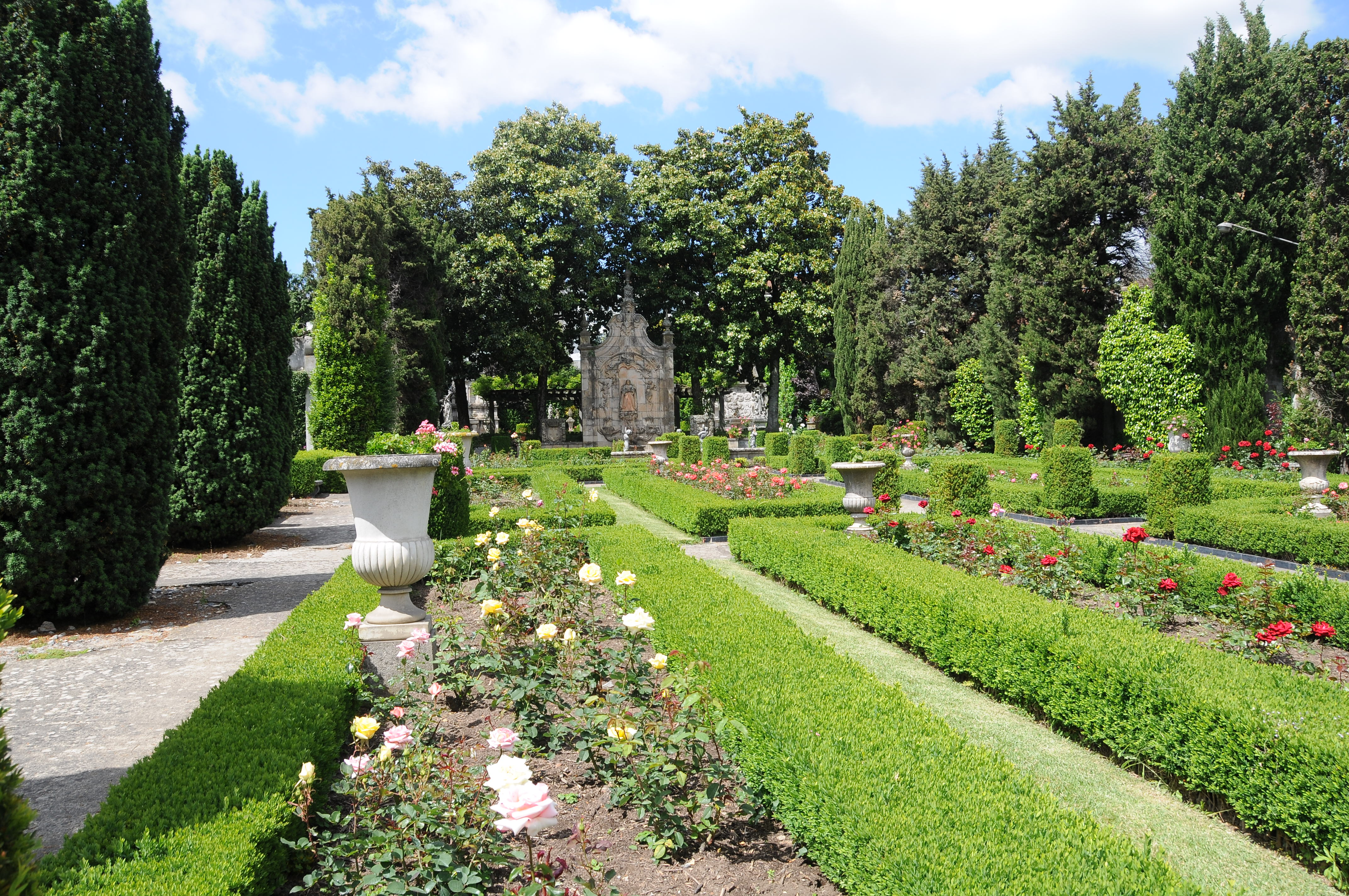
O jardim

O Museu Nogueira da Silva é um museu localizado em Braga, Portugal

## História
O Museu deve a sua fundação ao legado, feito em Setembro de 1975, a favor da Universidade do Minho por António Augusto Nogueira da Silva (Porto, 29 de Janeiro de 1901 - Lisboa, 1 de Outubro de 1976). Originário de uma família da burguesia bracarense, ligada ao comércio (lanifícios) e área financeira (Banco do Minho e Banco Mercantil). A sua fortuna foi construída com a fundação da Casa da Sorte, empresa criada em Braga (1933) e desta cidade expandida para diversas cidades de Portugal (Porto, Lisboa, Coimbra, Setúbal, Faro, Aveiro e Viseu)  e, à data, também ultramarino (Luanda, Lourenço Marques e Lobito). Esta empresa foi gerida pelo seu fundador, durante várias décadas, ainda antes do 25 de Abril de 1974, tomou a decisão de doá-la aos seus trabalhadores.
António Nogueira da Silva desenvolveu uma forte atividade filantrópica, permitindo a conclusão da Basílica dos Congregados, o bairro que construiu em Braga com uma Escola, a construção na Póvoa de Lanhoso de um Centro Paroquial e Social, foi o segundo maior interveniente na fundação da Universidade Católica, logo após a Santa Sé, pelo que foi distinguido com três comendas, a de Cavaleiro Comendador da Papal Ordem de S. Silvestre, 1957, a de Cavaleiro da Ordem Equestre de Santo Sepulcro de Jerusalém, 1959, e a de Cavaleiro de Graça Magistral da Ordem Soberana e Militar de Malta, 1966. A sua exemplaridade cívica mereceu várias medalhas da Legião Portuguesa, 1938, 1939, 1947 e 1959, e o título de Camareiro de Honra dos papas João XXIII, 1960, e Paulo VI, 1963, e de Grande Oficial da Ordem de Benemerência, 1964, ano em que recebeu o título de Cidadão Honorário e a Medalha de Ouro da Cidade de Braga.

## Descrição
A dimensão do edifício da autoria do Arquitecto Rodrigues Lima, o jardim e a situação no centro da cidade, tornaram possível a disponibilização de espaços para actividades culturais complementares ao Museu, como a Galeria da Universidade onde se realizam exposições temporárias, espaço dedicado à divulgação de Arte Contemporânea que dá a conhecer numerosos artistas nacionais e internacionais; a Fototeca onde se conservam vários arquivos fotográficos (Manoel Carneiro, Rocha Peixoto, Arcelino e Diamang) ;anima um Serviço Educativo destinado a criar nos mais novos o gosto e o respeito pela beleza criativa; Biblioteca de História de Arte; promove ciclos de conferências e debates orientados para o entendimento da Arte, numa perspetiva aberta e reflexiva entre artistas, críticos e amadores interessados; realiza cursos de formação destinados a todo o tipo de públicos; edita catálogos, atas de colóquios e conferências e acolhe e promove concertos de várias expressões musicais.

## Edifício
O edifício, construído em duas fases nos anos 50 e 60, é da autoria do Arquitecto Raul Rodrigues Lima,autor de numerosos projetos de edifícios públicos como o Cineteatro Cinearte, Lisboa, 1937, três pavilhões para a Exposição do Mundo Português, Lisboa, 1940, Cineateatro Micaelense, Ponta Delgada, 1951,o Cinema Monumental, Lisboa 1951, e edifícios institucionais do Estado, dos quais se destacam o Palácio da Justiça do Porto, 1961, e o da Póvoa de Varzim, 1965. Tal como sucedeu a outros arquitetos modernistas as suas primeiras obras relevam uma estética funcionalista.

## Acervo
O museu possui uma colecção variada de pintura, escultura, mobiliário, tapeçaria, ourivesaria, porcelana, vidros e faiança.
Entre as inúmeras peças existentes no Museu algumas delas se destacam pela raridade desse tipo de objetos nas colecções portuguesas, como é o caso das porcelanas "Blanc de Chine" ou do pote em grés porcelânico Céladon da época Ming ou ainda os graciosos Netzukes do séc. XVIII e XIX. O pequeno vaso persa do séc. XIV tem interesse acrescido, tal com os pratos de faiança portuguesa do séc. XVII, ditos de aranhões, por terem em comum a influência da porcelana chinesa. O Museu tem uma notável coleção de louça da China de exportação, conhecida vulgarmente por Companhia das ìndias, onde se destaca um conjunto de louça brasonada, um com figuras europeias e ainda outro com pratos recortados, Família Rosa com forma da flor de lótus. Ainda no grupo das artes decorativas chinesas sobressaem as placas de cobre esmaltadas em Cantão no séc XVIII e que se destinavam apenas ao mercado de Europeu mas apesar disso são bastante raras nas coleções portuguesas. Os vidros do séc. XVIII quer de mesa quer de decorativos são numerosos. 
Entre os marfins realça-se a placa Luso-mogol do séc.XVII, o par de esculturas femininas executadas em França no séc. XVIII atribuídas a Clodion. 
O núcleo da pintura antiga, é com certeza o mais importante existente em Braga nas coleções públicas ou privadas, destacando-se, pela qualidade, um tríptico maneirista da Escola de Praga, atribuído por Luís de Moura Sobral e Costa Kaufmann a Dirk de Quade van Ravesteyn (1565/70, cerca de 1619). Notável, o quadro da Renascença Flamenga, a "Senhora da Meia Laranja", atribuído também por Costa Kaufmann a Ambrosius Benson ou seguidor (séc.XVI) ou o bonito retrato de Miss Janet Nisbet, atribuído a Sir Henry Raeburn (cerca de 1812). Na pintura Portuguesa o mais representativo dos quadros, é a "Última Ceia" da autoria de André Gonçalves, 1685-1762, foi o primeiro pintor português a relevar a influência do barroco classicizante, ao gosto romano, com cores frias inspiradas nas obras do Renascimento e Maneirismo.
Tem várias pinturas de Henrique Medina, sendo um, o retrato, do Senhor de António Nogueira da Silva,(1968) e outro de sua esposa, Dona Maria Eugénia Nogueira da Silva, (1968).

## Jardim
A casa possui um jardim de inspiração francesa, com canteiros rodeados por buxo, sendo coroado ao fundo por magnólias rodeando uma fonte barroca originária de uma antiga quinta de Gualtar. Mais objetos artísticos valorizam os jardins, salientam-se as diversas obras de cerâmica de Jorge Barradas. Muito notáveis e raros são dois painéis de azulejos azuis e brancos, feitos na Holanda no século XVIII e que vieram de um palácio. Refira-se ainda a escultura a escultura de Apolo e Dafnée, cópia do século XIX do original de Bernini.

## Galeria

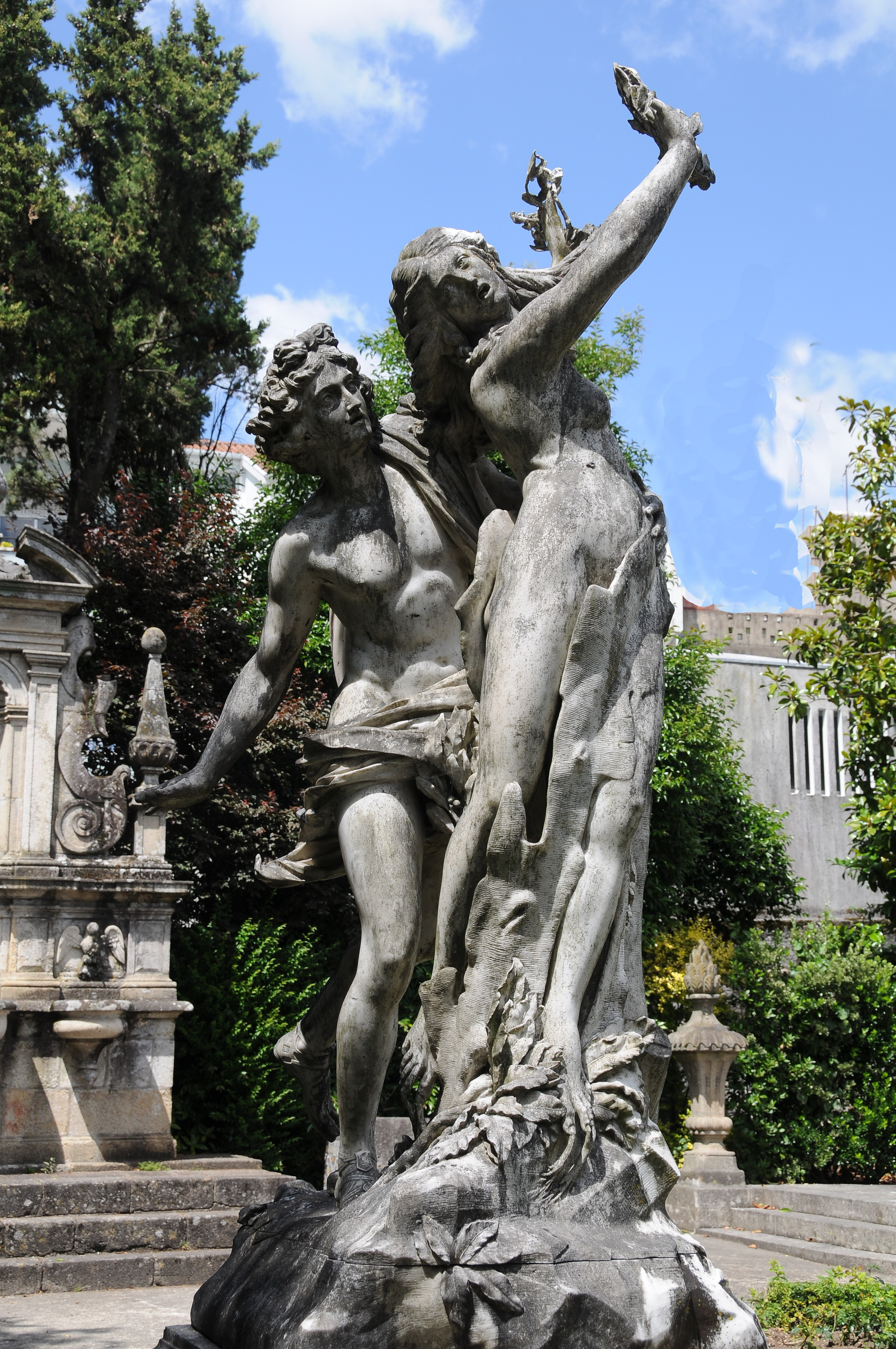
Apolo e Dafne, réplica da escultura de Bernini
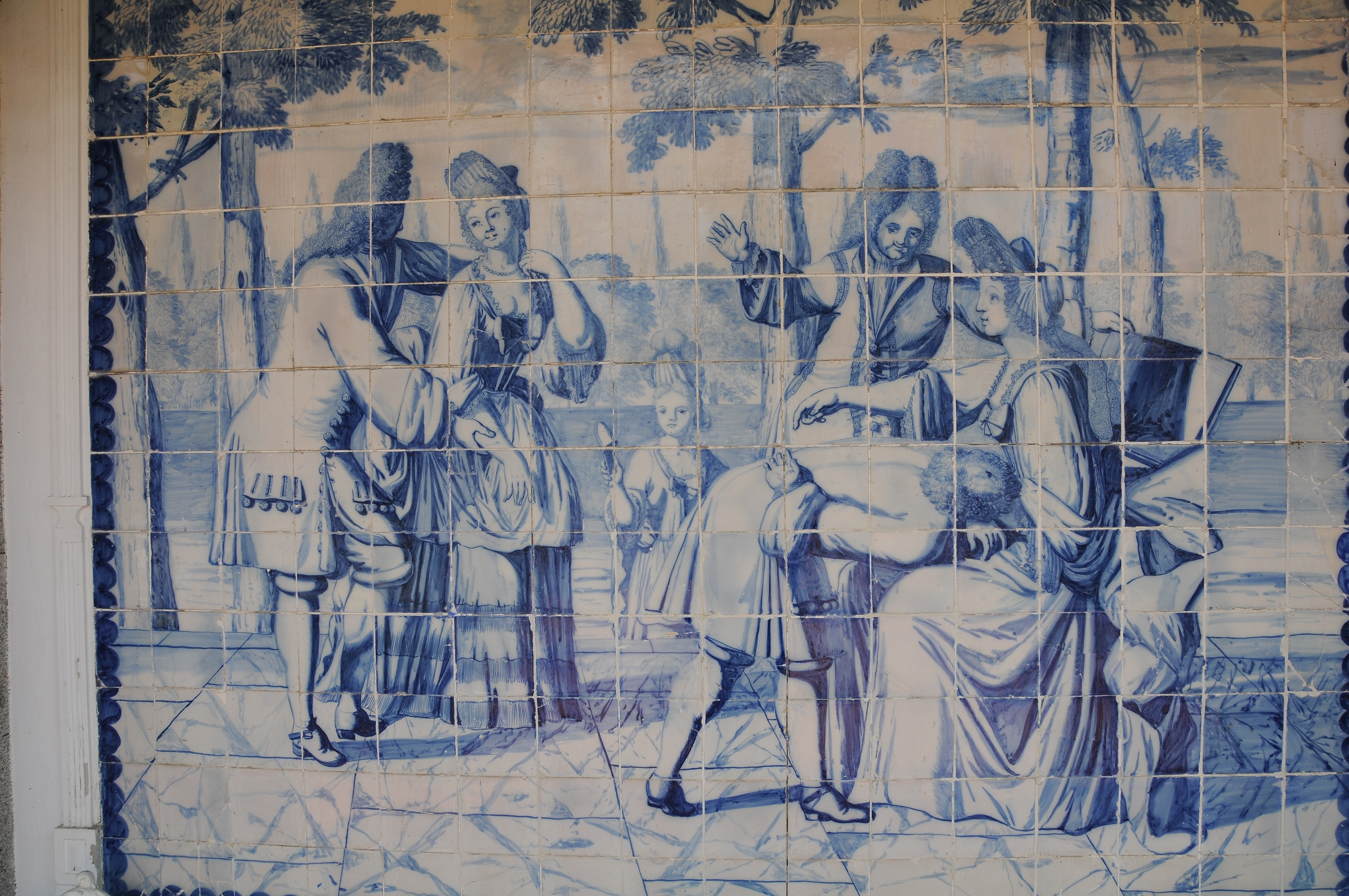
Azulejos dos Países Baixos do Século XVII
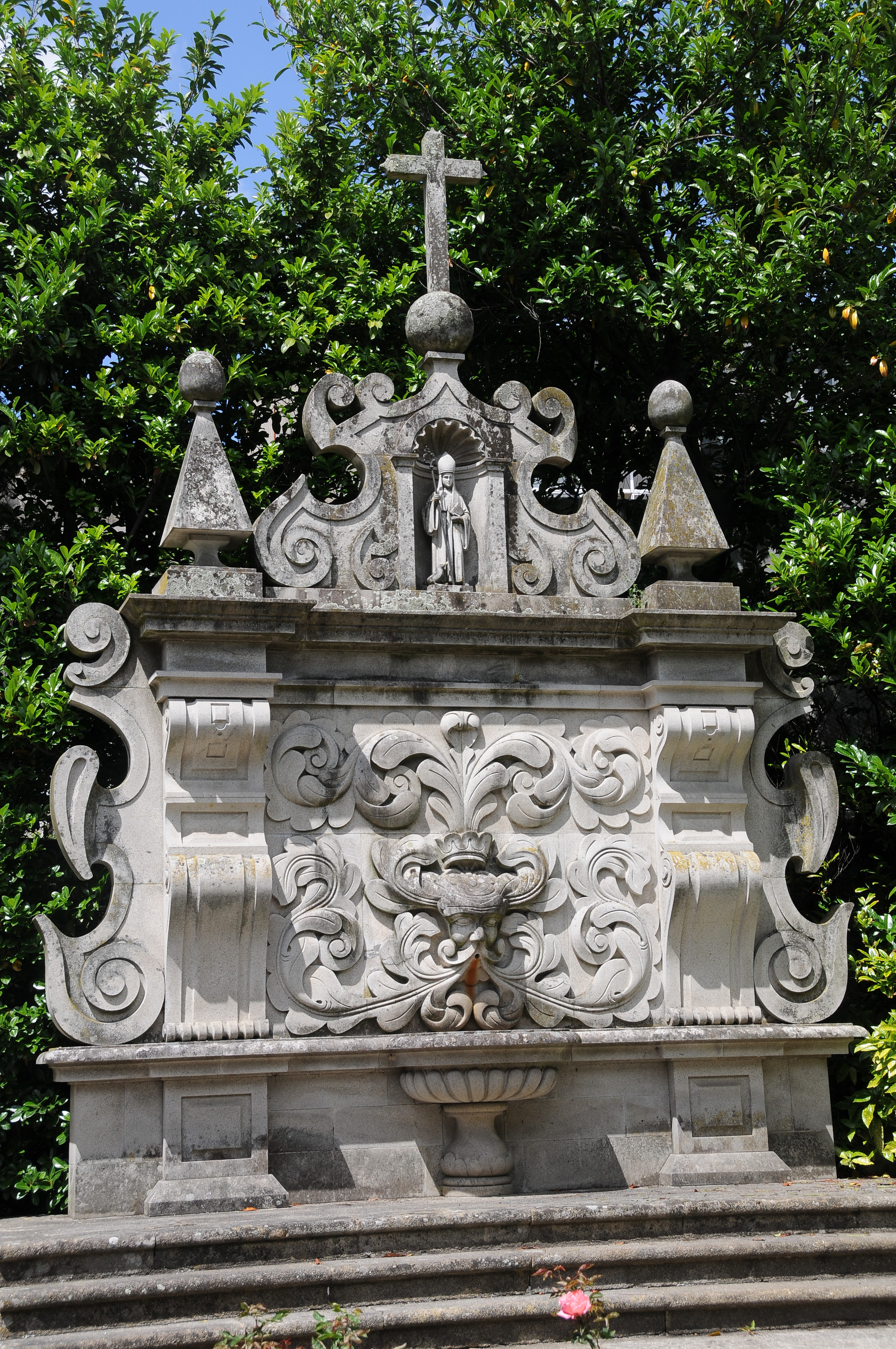
Cópia da fonte de São Bento do Mosteiro de Tibães
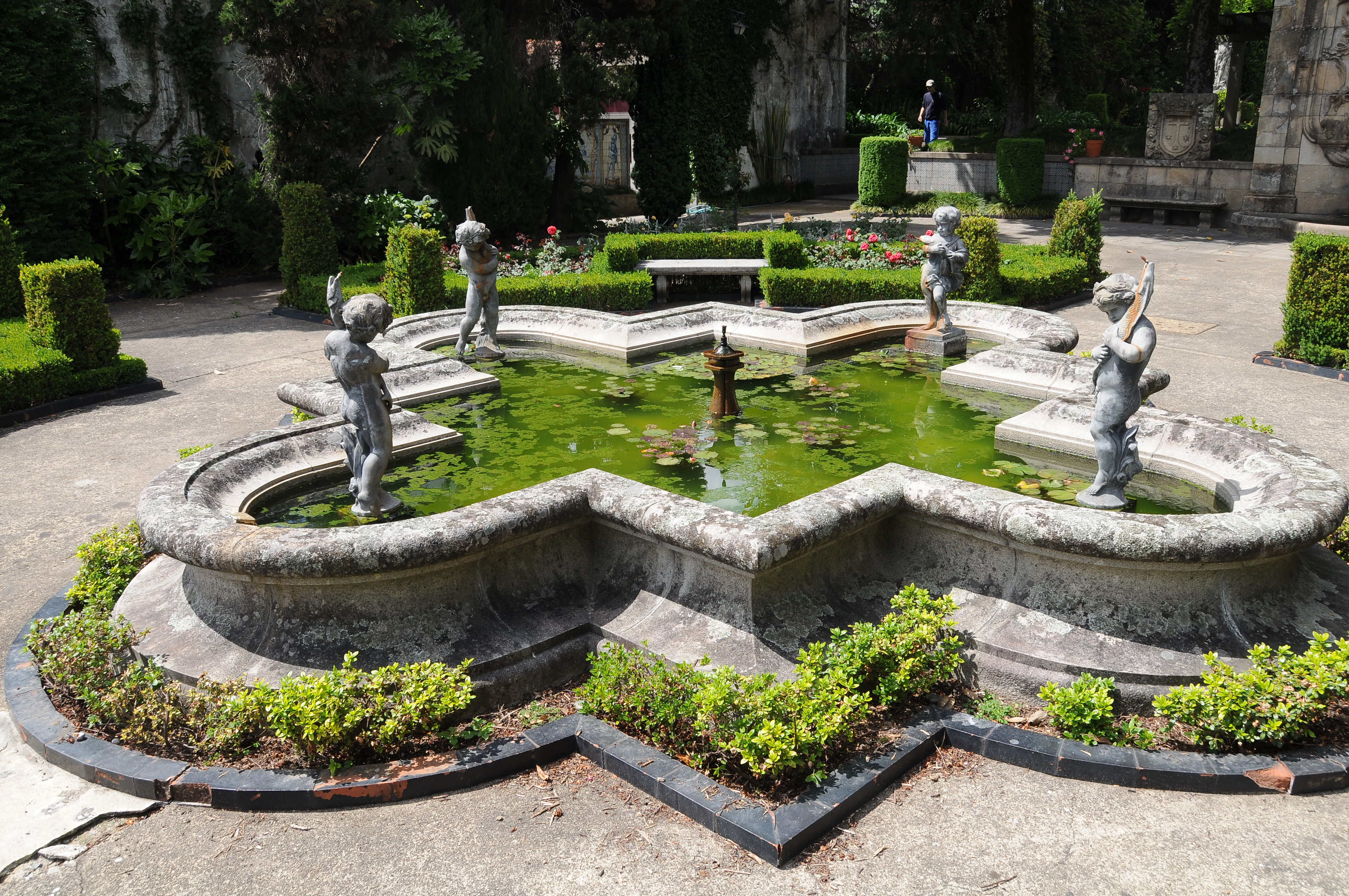